# Roeberella calvus
Roeberella calvus är en fjärilsart som beskrevs av Otto Staudinger 1888. Roeberella calvus ingår i släktet Roeberella och familjen Riodinidae. Inga underarter finns listade.